# Románico del Esgueva
Se agrupa bajo la denominación Románico del Esgueva a una serie de monumentos religiosos de estilo románico que se encuentran en la zona del valle del río Esgueva correspondiente a la provincia de Burgos.

## Escuela del Valle del Esgueva
El románico del Valle del Esgueva en Burgos, también denominado Escuela del Esgueva, es de carácter rural. Sus templos pertenecen al románico tardío y en ellos destacan las puertas, que suelen ser monumentales por influencia cisterciense. De gran tamaño y abocinadas, las puertas presentan numerosas arquivoltas apoyadas en columnillas y con decoración geométrica. Es frecuente que los capiteles lleven motivos vegetales.

## Monumentos destacables
- Iglesia de Villatuelda. Tardorrománica de transición al gótico. Es la única que, en vez de torre, tiene espadaña y su portada está orientada al norte.
- Iglesia de Terradillos de Esgueva. Tiene adosada una cilla o almacén destinado al diezmo. La antigua iglesia románica está a orillas del río Esgueva.[1]
- Iglesia de Pinillos de Esgueva. Monumento más representativo de esta escuela.
- Iglesia de Cabañes de Esgueva.
- Ermita de Santibáñez de Esgueva. Es un ejemplar románico de gran interés. Una serie de estelas discoideas que serían para uso funerario están decorando el atrio.[2]
- Iglesia de Bahabón de Esgueva.
- Iglesia Parroquial de San Cipriano (Oquillas).